# Солнечное (Запорожская область)
Солнечное (укр. Сонячне) — посёлок, Солнечновский сельский совет, Запорожский район, Запорожская область, Украина.
Код КОАТУУ — 2322188801. Население по переписи 2001 года составляло 588 человек.
Является административным центром Солнечновского сельского совета, в который, кроме того, входят сёла Зеленополье, Малышевка и Ручаевка.

## Географическое положение
Посёлок Солнечное примыкает к городу Запорожье (микрорайон Осипенковский).
Рядом проходят автомобильная дорога Н-08 и железная дорога, станция Хортица в 1-м км.

## История
- 1927 год — дата основания как село Пригородное.
- 1986 год — взят на учёт (образован) посёлок Солнечное[2].
- В 1991 году переименовано в село Солнечное.

## Экономика
- Институт масличных культур УААН.
- Опытное хозяйство «Солнечное».
- Запорожский арматурный завод.
- Склад «Райпостач».